# Петар Живковић
Петар Живковић (Неготин, 1. јануар 1879 — Лондон, 3. фебруар 1947) је био српски високи официр, југословенски армијски генерал, политичар и фигура краљевске диктатуре. Учествовао је у обарању династије Обреновића. Организовао је дворску официрску клику Бела рука, на чијем ће челу, као један од подстрекивача Солунског процеса, ликвидирати Драгутина Димитријевића Аписа. Као одани присталица краља Александра био је председник владе, министар унутрашњих послова, војске и морнарице током Шестојануарске диктатуре. Од 1931. био је организатор, а од 1936. председник режимске реакционарне политичке групације Југословенске националне странке. Од априла 1941. био је у емиграцији, као помоћник министра војске у емигрантским владама. После рата, с групом Драгољуба Михаиловића, осуђен је на смрт. Пред крај живео у емиграцији.

## Биографија
Петар Живковић је рођен у Неготину 1. јануара 1879. Отац Рака је био трговац из Неготина, мајка Сара из околине Тетова. Млађи брат Димитрије Живковић је такође био генерал. Није се женио.
Петар Живковић је Војну академију завршио у Београду. Као гардијски поручник на двору, Живковић је помогао у збацивању династије Обреновића тако што је отворио капију краљевског двора и омогућио убиство краља Александра Обреновића, које је организовао пуковник Драгутин Димитријевић Апис, касније оснивач и водећи члан тајне националистичке организације Црна рука. Због тог чина је добио надимак Пера капија.
Живковић се касније разишао са завереницима и од групе официра окупљене око престолонаследника Александра 1912. основао тајну официрску организацију Бела рука као противтежу Црној руци. Бела рука је била толико блиска престолонаследнику Александру да га овај у јануару 1917. године поставља за команданта Краљеве гарде. Године 1923, постаје дивизијски генерал.

### Председник Владе
Након распуштања Народне скупштине 1929. године, краљ Александар је увео своју личну диктатуру, а Живковића као човека од свог највишег поверења, је поставио за првог председника Министарског савета. На тој дужности је остао све до априла 1932. године.
Први месеци диктатуре су се одликовали снагом и строгост режима, добродошли након корупције и неефикасности претходне парламентарног система. На почетку његове управе, спроводи реформе дуго одложене, инвестирано је у транспортну мрежу, исушивање мочвара и предузело је и друге мере да помогне привреди, завршио уједињење кривичног закона, образовног система и пореског система између различитих региона земље. која је од 3. октобра 1929. преименована званично у Краљевину Југославију. 15. августа 1929. основана је веома успешну нова аграрна банка која је заменила сличне регионалне институције. У међувремену, 1930. године је унапређен у армијског генерала.
Живковићева влада је радила на стварању организација, друштава, удружења заснованих на идеологији интегралног југословенства. Међутим, унитаризам није могао да се измири са политичком стварношћу вишенационалне државе, а методе владавине генерала Живковића све су више онеспокојавале и грађанске кругове свесне њихове промашености и безизгледности циља који је себи поставила Шестојануарска диктатура. Због тога је краљ Александар покушао да прошири Живковићеву владу у разговору са радикалским вођама Ацом Станојевићем и Милошем Трифуновићем и Словенском људском странком преко Антона Корошеца. Због компромитованости режима краља Александра и Петра Живковића, ти напори су били неуспешни, па је краљ Александар био принуђен да 1931. године донесе октроисани Септембарски устав. Доношење устава искористиле су незадовољне ускраћивањем права на политички избор из кругова либералне опозиције, хрватске опозиције и комуниста. На Београдском универзитету октобра и новембра 1931. које су организовали комунисти, били су први јавни протест против диктатуре. Оне су из успаваности активирале и друге незадовољне групе. Избијањем демонстрација у Србији показало се колико режим краља Александра и Петра Живковића нема упориште у земљи.
Убрзо, међутим, режим је реформаторских амбиције уступио до стагнације и осећај пораза у циљевима националног уједињења и реформе, али док су ангажовани у националистичким споровима. Депресије у земљи 1931. показао слабости диктатуре и њихове неспособности да се носе са проблемима у земљи.
Дана 4. априла 1932, краљ замењује Живковића Војиславом Маринковићем, демократе и неколико пута министром.

### Југословенска национална странка
У мају 1932, под вођством Петра Живковића формирана је Југословенска радикална сељачка демократија, као режимска странка у земљи, која је ускоро постала једина легална странка земљи, као резултат изборних реформи. Саставни делови ЈРСД су били прорежимски кадрови Народне радикалне странке, Демократске странке и десно католичко крило Словеначке народне странке.
У јуну 1933, ЈРСД мења име у Југословенска национална странка којој 1936. године постаје и председник. У влади Николе Узуновића и Богољуба Јевтића био је министар војске и морнарице. Тај ресор добио је и у Стојадиновићевој влади али се са њим разилази 1936. године и иступа из владе.

### Други светски рат
Године 1941, одлази у емиграцију а 1943. године је био део Трифуновићеве југословенске владе у избеглиштву, министар без портфеља па помоћник врховног команданта Краљевине Југославије и заступник министра војске, морнарице и ваздухопловства. Живковић је 14. јула поднео план за стварање војске, која би се створила регрутовањем југословенских ратних заробљеника и политичких депортираца из Италије, Словенаца из Словенског приморја и Хрвата из Истре које су у Африци заробили Британци док су служили у италијанској војсци. Планом је предвиђено да ту војску опреме и издржавају западни Савезници, а искрцала би се на далматинску обалу и борила се под савезничком командом против Немаца, али њена би права сврха била да помогне четницима који би се сместа окупили око искрцане војске. Влада је поднела тај план великој тројици и замолила да јој се допусти регрутација међу италијанским ратним заробљеницима. Владе велике тројице, нарочито оне западних Савезника, које нису уопште имале планове за искрцавање на далматинску обалу, нису се уопште обазирале на тај предлог.
Након победе комуниста припремао је планове за контрареволуционарне акције. 1946. му је суђено у одсуству, а у Југославији осуђен на смрт. Он је остао у изгнанству у Великој Британија и Француској. Преминуо у Лондону 3. фебруара 1947. године.